# 東京メトロ18000系電車
東京メトロ18000系電車（とうきょうメトロ18000けいでんしゃ）は、東京地下鉄（東京メトロ）半蔵門線用の通勤形電車。2021年（令和3年）8月7日より営業運転を開始した。

## 概要
1980年から約40年に渡り活躍してきた8000系の老朽化に伴う置き換え用として、車両のさらなる安全・安心かつ高品質な輸送サービスを提供するため製造された。半蔵門線では08系以来約18年ぶりの新型形式である。
当系列が走行する半蔵門線はラッシュ時間帯は高頻度運行を行っていることや乗り入れ先の区間が多く占めることが特徴で、歴代車両は8000系に日本初のボルスタレス台車の使用、08系にアルミニウム合金製セミダブルスキン構体を使用するなど時代の先駆けとなる技術を取り入れたことが特徴となっている。これらを踏まえ、歴代車両の遺伝子を継承するとともに、渋谷や表参道、清澄白河、押上など伝統と新しさが交じり合う街にさらなる活力を与え、幅広い利用者の乗車目的に寄り添う車両を目指して設計されている。
2021年10月20日に日立製作所と共同でグッドデザイン賞を受賞した。また、2022年5月26日に鉄道友の会よりローレル賞を受賞した（17000系との同時受賞）。

## 車両概説

### 車体
同時期に製造した17000系と同様に、アルミニウム合金を使用したダブルスキン構造を、上質化を目指すために接合には摩擦攪拌接合が採用されている。これらを採用することで、高強度かつ歪みの少ない仕上がりとなっている。また、構体の合金種別を極力A6005Cに統一することで、リサイクル性の向上を図っている。中間車を例に挙げると、構体の質量約6,200 kgのうち約87%がA6005Cの合金を使用している。17000系と仕様を極力揃えることで、補修部品などの共通化による将来的な保守コストの削減を図っている。
エクステリアは、8000系や08系の端正な表情を受け継ぎ、前面や側面の形状に合わせて直線的な形状の前照灯を配置している。併せて、ラインカラーのパープルを基調とした2色の識別帯を前面から側面に向かって流れるように配置することで、親しみやスタイリッシュな印象が感じられる外観としている。先頭付近の側面の識別帯には半蔵門線の路線記号である「Z」のモチーフを入れている。側面の識別帯はホームドアの高さを考慮して、8000系や08系のように側面中央部（腰部）だけでなく上部にも配置している。側面肩部には車椅子スペース・ベビーカースペースを表すピクトグラムが配置されている。

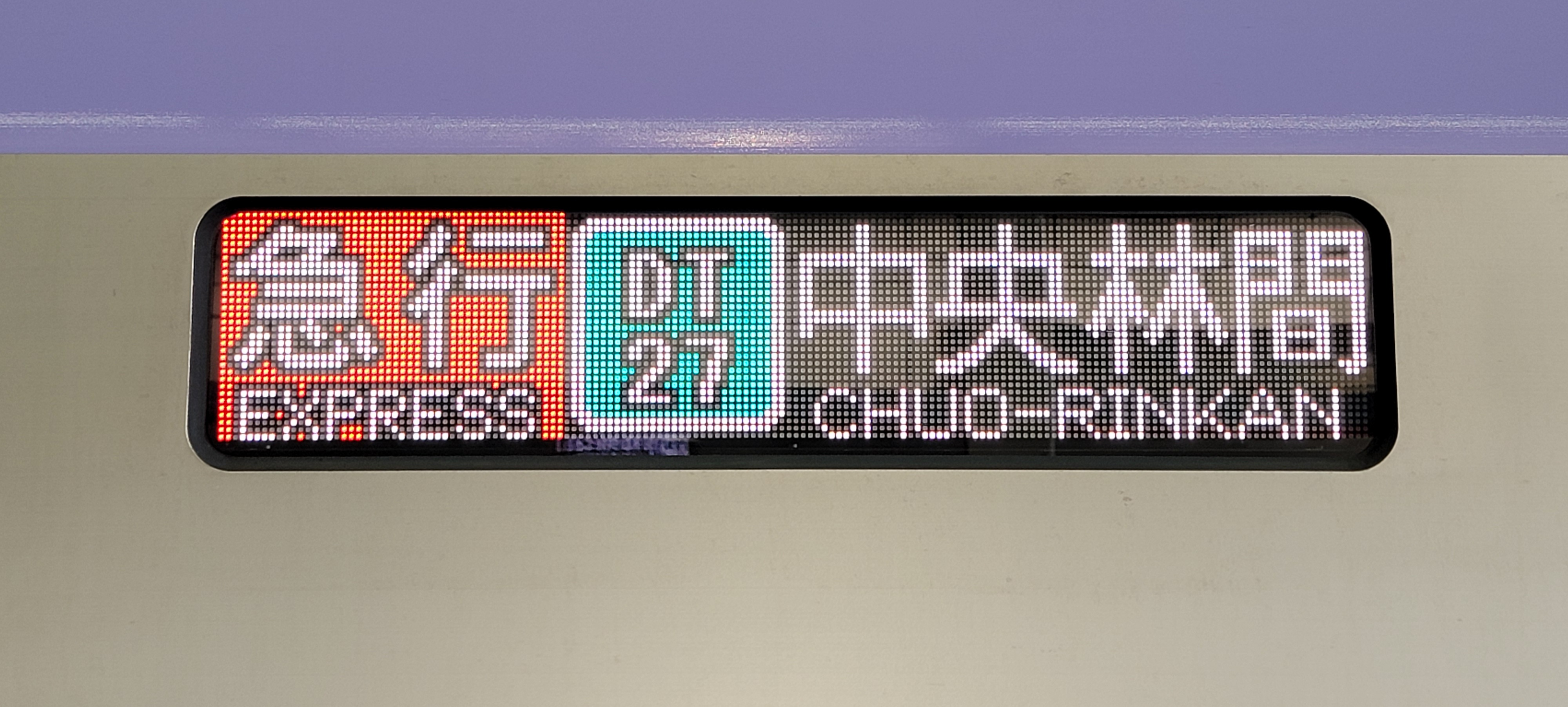
行先表示器
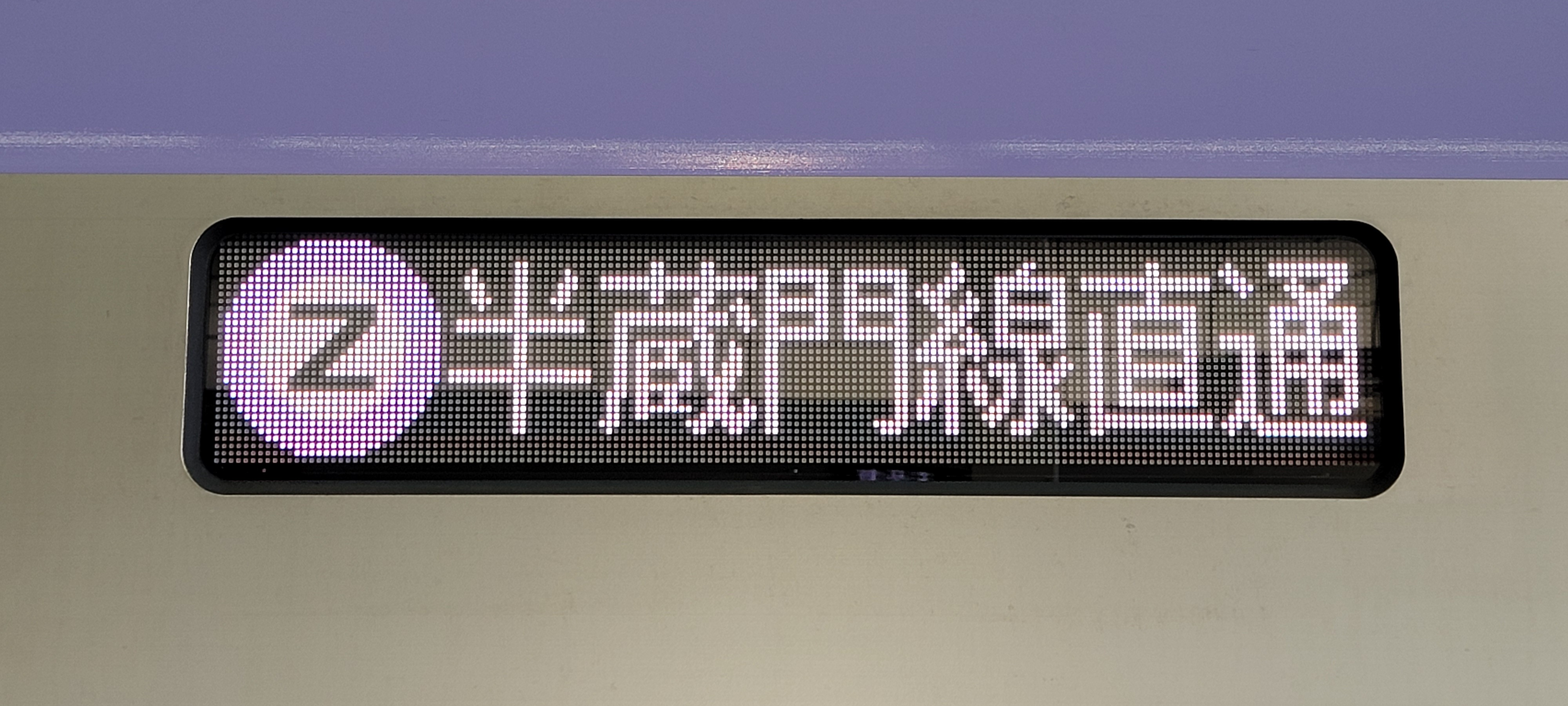
直通先の表示（東武線内）

### 車内

#### 客室設備
客室内はラインカラーである紫色（パープル）を基本とし、天井や床敷物、座席、つり革に採り入れている。伝統と新しさが交じり合う街や多様な人々の活気を表現するために、車内の床から天井に向かって明るい色となるようなトーンオントーン配色を採用している。床面と座面を同じ色で構成することで地下区間においても、開放感が感じられるようにしている。
10000系以来引き続いて荷棚はアルミ製のフレームに強化ガラスをはめ込んだものを、連結面貫通扉には強化ガラス製の扉を採用している。また、袖仕切は17000系と同様に、全体が強化ガラスを使用し、下部を織物を想起するような柄を引用しながらも、単調にならならないように、水玉模様や斜線などを並べてリズムを作っている。この柄は連結面貫通扉の衝突防止表示にも使用されている。連結面貫通扉は開扉アシスト機能を付加することで、軽やかな開操作を可能とし、エアクッション付きドアクローザを採用することで、開閉時の安全に配慮した構造としている。
座席はドア間が7人がけ、車端部が3人がけのロングシートで、1人分の掛け幅は460 mm（8000系は430 mm）、モケットを紫色としたバケットシートを採用している。表地は織物を想起させるような柄を採用し、アラミド繊維を織り込むことで耐久性の向上を図っている（龍村美術織物製）。
バリアフリー向上のため、床面の高さを8000系と比較し、1,200 mmから1,140 mmに低減するとともに、乗降ドア出入口下部の形状をホーム側に約10°傾斜させることでホームと車両との段差の低減を図っている。また、車椅子やベビーカーの利用者も乗降しやすいように、フリースペース近くの乗降ドアのドアレールに切り欠き加工を行っている。多様なニーズに対応するため、全ての車両の車端部にフリースペースを設けている。車端部ではつり革の高さを床面から1,580 mm（一般部は1,660 mm）、荷棚の高さを1,700 mm（一般部は1,750 mm）に設定している。
利用者に安心感を提供するため、全車両のドア上の鴨居部に、セキュリティカメラを千鳥状に1両あたり4箇所設置されている。
乗降ドアは近接センサを新設し、閉扉約50 mm手前から弱め制御を開始させることで完全閉時の衝撃軽減とともに、ドアに挟みこまれた手荷物などを引き抜きやすくしている。また、開扉操作によって、手荷物などが戸袋に引き込まれることを防止するため、新たに絞り電磁弁を追加し、開扉時に用いる空気流入量を絞り込むことで急激な開扉動作を抑制している。戸先ゴムは、全長にわたって戸挟み検知精度を向上しつつも、閉扉時の衝撃力が不必要に高くならないように検証した上で、厚さ5 mm・硬度80°と厚さ15 mm・硬度40°のゴムを合わせた2層くびれ構造のものを採用している。
2021年11月1日から2022年3月上旬まで、空気中に浮遊するウイルスや菌を抑制する機能を持つ空気循環式紫外線清浄機の搭載試験を行った。

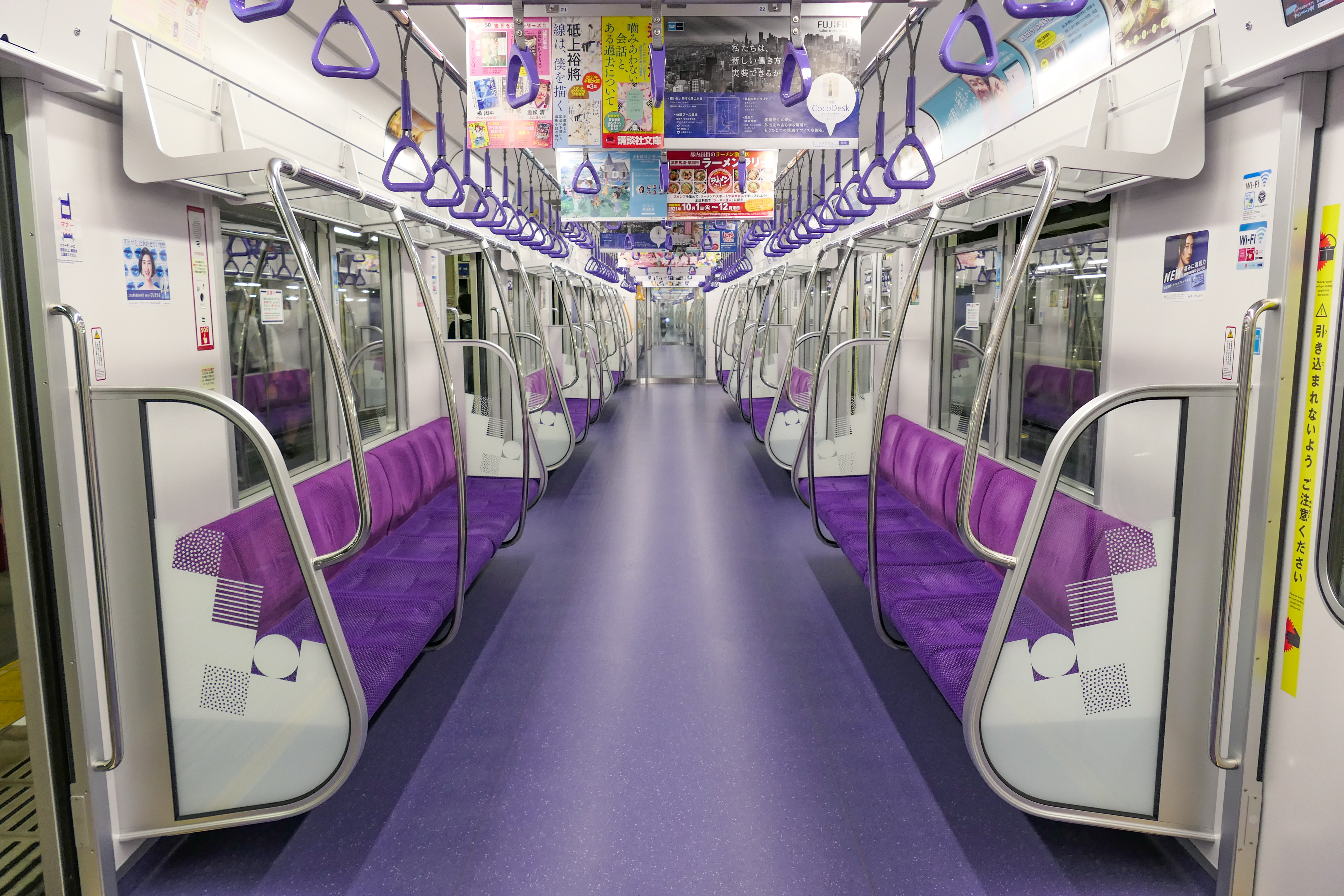
車内全景
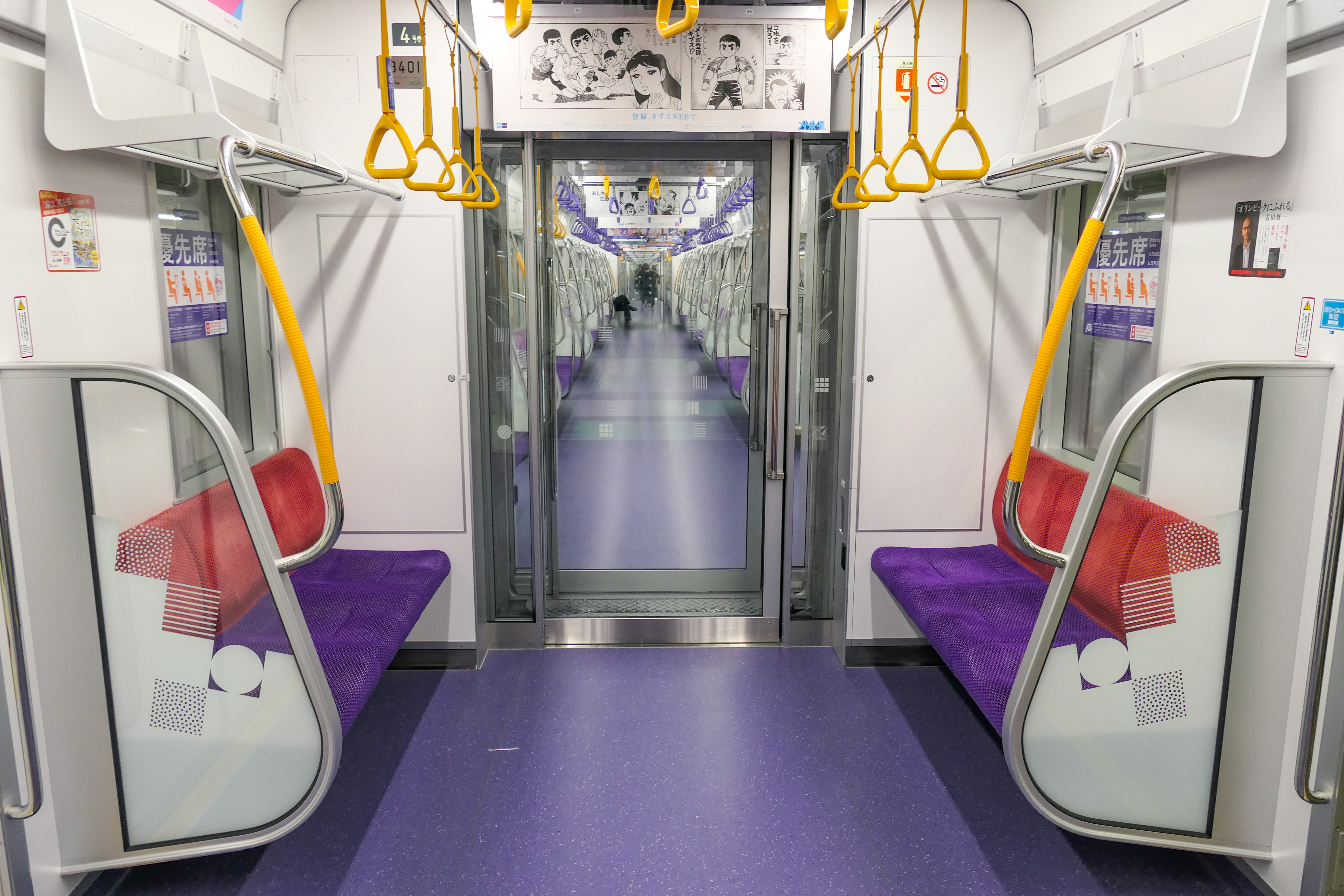
優先席付近
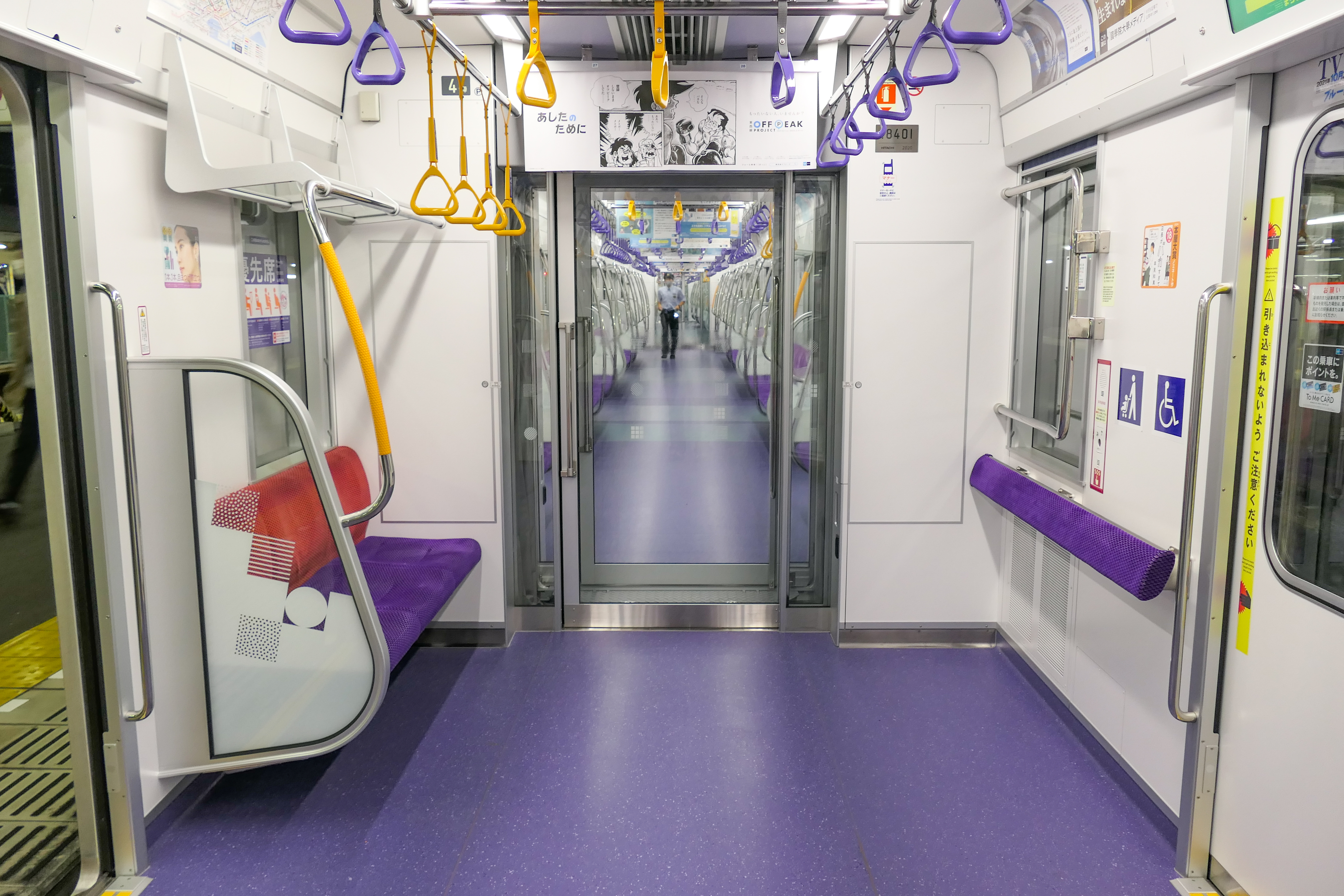
フリースペース
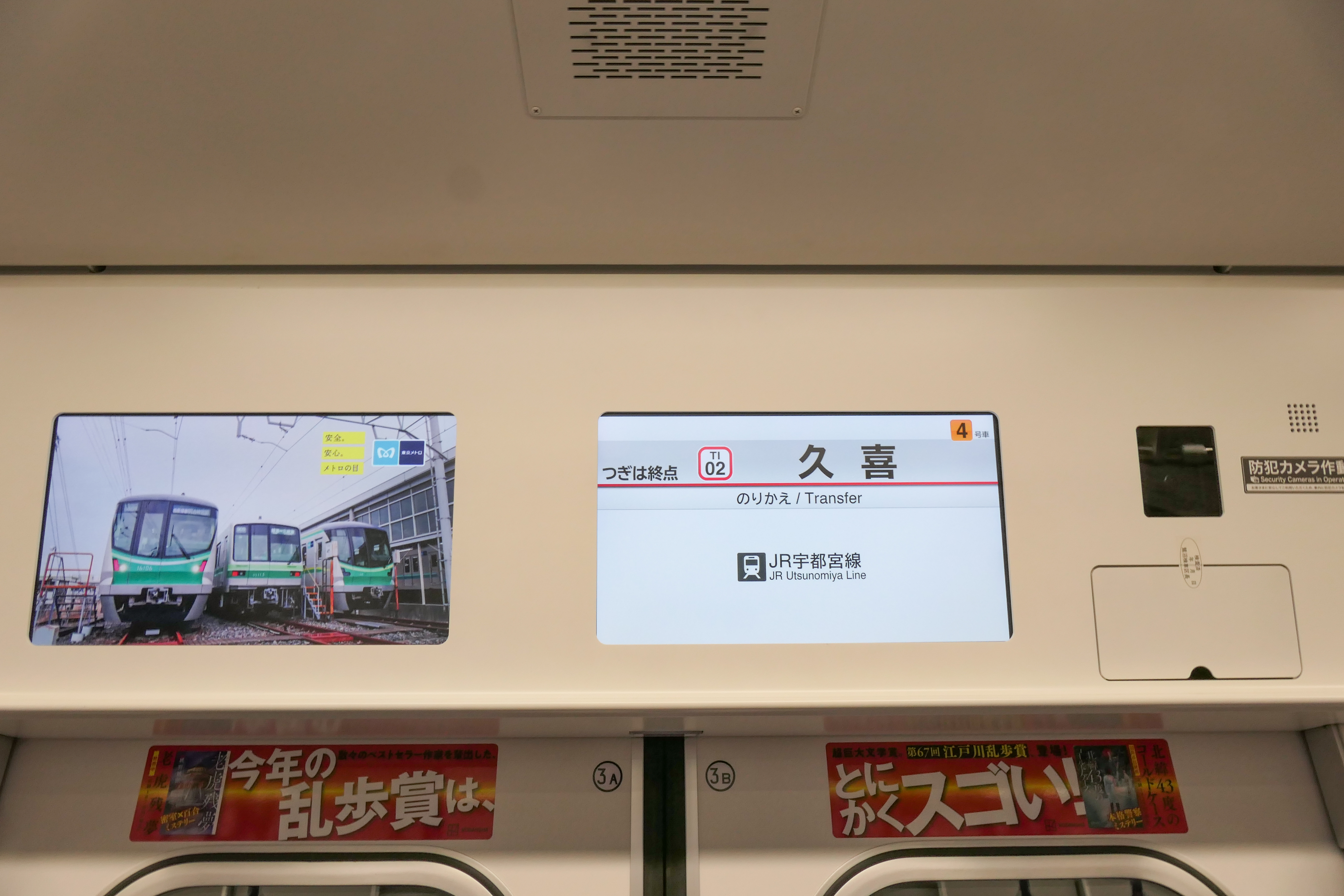
ドア上のLCD

#### 乗務員室
設計工数を低減するため、同時期に製造されている有楽町線・副都心線用の17000系と共通化している。但し、半蔵門線に運行するのに必要な機器は乗務員の取り扱いを考慮して配置している。T字形ワンハンドルマスコンの左横には、将来のATO化を見据え、出発ボタンが配置されている。デフロスターを運転士前面ガラスだけでなく、貫通扉にも設けることで前方視界向上を図っている。

### 走行機器
主電動機には1時間定格出力205 kWの東芝製の永久磁石同期電動機を採用している。地下鉄区間は、駅間が短いことや急勾配・急曲線が多いこと、高加速・高減速を高頻度使用することの3つの特徴があるため、高いトルク出力が必要となるが、相互直通運転先を考慮し設計最高速度120 km/hを満たすため、歯数比を7.07にしている。これらを踏まえた上で全体的に高効率となるよう調整することで、従来の誘導電動機の規約効率が8000系制御更新車の約92%に対して、約96%に向上している。
ブレーキ制御は、編成全体の回生ブレーキを最大限に活用し、雨天時に滑走を抑制するため、ブレーキ指令に対して編成全体で必要なブレーキ力と全てのM車で回生可能なブレーキ力をTISで集約し、M車の回生ブレーキだけでブレーキ力が不足する場合は、全てのT車の空気ブレーキだけで補足する「編成統括ブレーキ制御方式」を採用している。雨天時はワイパーの作動を検知することで、雨天の影響を受けやすい先頭車から後方車に向けてブレーキ力を傾斜配分し、車両の滑走を軽減する制御を付与されている。
台車は、低速・急曲線区間と比較的高速で走行する直線区間の両方が存在する半蔵門線で走行することから、曲線通過性能と直進走行安定性が両立出来るように配慮している。外部要因等により、万一脱線した際に脱線以上の被害を拡大させないために「脱線検知装置」を搭載している。

## 編成
|          | ← 久喜・南栗橋・押上渋谷・中央林間 → |                |             |                |               |               |                |             |                |               |
| 号車     | 1                                    | 2              | 3           | 4              | 5             | 6             | 7              | 8           | 9              | 10            |
| 形式     | 18100形 (CT1)                        | <0 18200形 (M) | 18300形 (T) | <0 18400形 (M) | 18500形 (Tc1) | 18600形 (Tc2) | <0 18700形 (M) | 18800形 (T) | <0 18900形 (M) | 18000形 (CT2) |
| 搭載機器 |                                      | VVVF           | Bt,CP       | VVVF           | SIV,CP        | SIV           | VVVF           | Bt,CP       | VVVF           |               |
| 動輪軸   | ○○ ○○                                | ●● ●●          | ○○ ○○       | ●● ●●          | ○○ ○○         | ○○ ○○         | ●● ●●          | ○○ ○○       | ●● ●●          | ○○ ○○         |
| 自重     | 28.5t                                | 32.6t          | 26.7t       | 32.8t          | 29.1t         | 28.2t         | 32.8t          | 26.7t       | 32.6t          | 28.4t         |
| 車内設備 | ♿︎                                   | ♿︎             | ♿︎          | ♿︎             | ♿︎            | ♿︎            | ♿︎             | ♿︎          | ♿︎             | ♿︎            |
| 車両番号 | 18101 :                              | 18201 :        | 18301 :     | 18401 :        | 18501 :       | 18601 :       | 18701 :        | 18801 :     | 18901 :        | 18001 :       |

| 凡例 - CT -（付随）制御車 - Mc - 簡易運転台付き電動車 - Tc - 簡易運転台付き付随車 - M - 中間電動車 - T - 中間付随車 | - VVVF - 主制御装置 - SIV - 静止形インバータ - BT - 蓄電池 - CP - 空気圧縮機 - IR - 誘導無線アンテナ | - ♿︎ - 車椅子・ベビーカースペース（フリースペース） |